# Districtul Remchi
Remchi este un district din provincia Tlemcen, Algeria de Nord.